# 比斯特里齊亞 (穆卡切沃區)
48°28′9″N 22°49′59″E / 48.46917°N 22.83306°E
比斯特里齊亞（烏克蘭語：Бистриця），是烏克蘭的村落，位於該國西部外喀爾巴阡州，由穆卡切沃區負責管轄，始建於1278年，面積0.83平方公里，海拔高度151米，人口1,002，人口密度每平方公里1,313.18人。